# Fahrpause
Fahrpause war ein Verkehrsmagazin im Fernsehen der DDR.

## Sendung
Im Magazin Fahrpause gaben die Moderatoren Paul Friedrichs, der als mehrfacher Motocross-Weltmeister mit dem Titel Verdienter Meister des Sports angekündigt wurde, und Alfred Kocerke Tipps und Hinweise zum korrekten Verhalten im Straßenverkehr. Die Inhalte der Sendung deckten alle Bereiche des Straßenverkehrs ab, so gab es Themen wie „Die Vorbereitung des Winterfahrverkehrs“, „Fahrbahnverhältnisse“, „Erste Hilfe bei Verkehrsunfällen“ oder „Licht und Schatten auf der Wochenend- und Urlaubsfahrt“.
Die Sendung wurde zunächst sonnabends im Vorabendprogramm des zweiten Programms gezeigt, ab 1972 wurde das Magazin auf Montag und ins erste Programm verlegt. Die letzte Folge wurde am 6. Dezember 1973 ausgestrahlt.
Fahrpause wurde als begleitendes Magazin zu der im Januar 1969 gestarteten Filmreihe Verkehrskompaß konzipiert.